# Przetacznik różyczkowaty

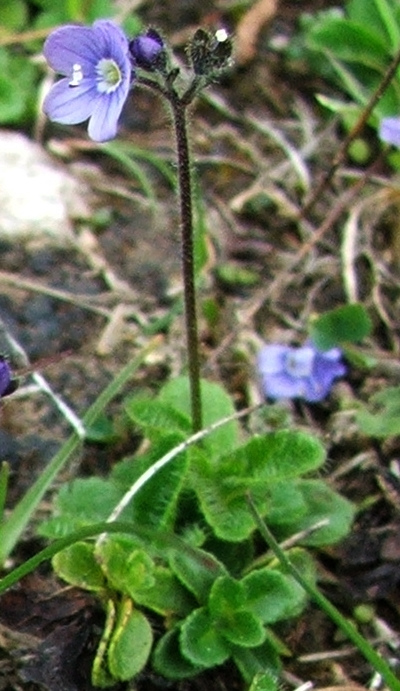

Przetacznik różyczkowaty (Veronica aphylla L.) – gatunek rośliny należący do rodziny babkowatych (Plantaginaceae), w systemach XX-wiecznych klasyfikowany zwykle do trędownikowatych (Scrophulariaceae). Występuje w górach Europy. W Polsce wyłącznie w Tatrach i na Babiej Górze.

## Morfologia
ŁodygaWzniesiona, dołem naga, górą owłosiona. Ma wysokość zaledwie 0,5–3 cm, a wraz z kwiatostanem do 10 cm. Międzyweźla łodygi są silnie skrócone, tak, że liście tworzą niemal różyczkę.
LiścieJajowate, eliptyczne lub odwrotnie jajowate. Są krótkoogonkowe, o całobrzegiej lub płytko tylko piłkowanej blaszce liściowej. Są silnie owłosione, szczególnie na brzegach.
KwiatyZebrane w 2–5-kwiatowe grono wyrastające na długiej szypułce z pachwin górnych liści. Odstająco owłosiona szypułka kwiatostanu jest 2–3 razy dłuższa od liścia, z pachwiny, którego wyrasta. Kielich złożony z 4 silnie owłosionych i ogruczolonych działek. Korona o średnicy 6–8 mm składająca się z 4 błękitnoliliowych, prawie jednakowych płatków.
OwocPłaska, okrągława torebka o długości 5–7 mm. Jest ogruczolona i wycięta na szczycie. Nasiona żółte.

## Biologia i ekologia
RozwójBylina, hemikryptofit. Kwitnie od czerwca do sierpnia.
SiedliskoWilgotne skały, brzegi potoków, wilgotne miejsca na halach, głównie na podłożu wapiennym. W Tatrach występuje głównie w piętrze halnym i piętrze kosówki, ale schodzi aż do regla dolnego.
FitosocjologiaGatunek charakterystyczny dla rzędu (O.) Arabidetalia coeruleae.

## Nazewnictwo
Łacińska nazw gatunkowa aphylla – bezlistna, pochodzi od bezlistnej, długiej i przypominającej łodygę szypułki kwiatostanu.